# 鄰鶴齋琴譜
《鄰鹤斋琴谱》，古琴谱。清代稿本未刊行，但已经有抄本流传。韩惇，陈幼慈撰于道光间1830年。

## 琴谱内容简介
此谱现藏中国艺术研究院图书馆，书中有韩惇叙和陈幼慈的自序，次为琴論四十余条，都是说出撰作者的一些看法，与传统琴論略有不同，并且也意圖借助工尺谱帮助学琴，再次为指法，琴曲。谱内共计十六曲琴曲。